# Impatiens allanii
Impatiens allanii är en balsaminväxtart som beskrevs av Joseph Dalton Hooker. Impatiens allanii ingår i släktet balsaminer, och familjen balsaminväxter. Inga underarter finns listade i Catalogue of Life.